# Marcelo Larrondo
Pour les articles homonymes, voir Larrondo.
Marcelo Alejandro Larrondo Páez (Tunuyán, Province de Mendoza, Argentine ; 16 août 1988) est un footballeur argentin naturalisé chilien. Il est actuellement attaquant de l'équipe de River Plate. 

## Biographie
Marcelo Larrondo naît d'une mère argentine, Alicia, originaire de Mendoza, et d'un père chilien, Marino, originaire de Combarbalá. Lorsque Marcelo a deux ans, sa famille déménage à Calama, où ils restent un an avant de repartir pour Mendoza.
Il commence le football professionnel dans le club uruguayen Club Atlético Progreso, lors de la saison 2007-2008. Au terme de la saison, le club est relégué en seconde division. Il reste tout de même au club six mois avant de rejoindre l'AC Sienne qui évolue en Série A. Il ne joue pas les six premiers mois et fait ses débuts la saison suivante. Il joue dix-sept matches toutes compétitions confondues mais le club est relégué en Série B. La saison suivante le club est promu trois matchs avant la fin de la saison et termine le championnat à la seconde place. Les deux saisons suivantes, il est peu utilisé et quitte le club. Il rejoint l'AC Fiorentina pendant six mois puis le Torino FC. Il joue deux saisons à Turin mais il est de nouveau peu utilisé et quitte le club pour rejoindre son pays natal prêté au CA Tigres. Au terme de son prêt, il rejoint le CA Rosario Central.

## Palmarès
Il est vice-champion d'Italie de D2 en 2011 avec l'AC Sienne.